# فرناندا تورس
فرناندا پینهیرو مونتیرو تورس (پرتغالی: Fernanda Pinheiro Monteiro Torres؛ زادهٔ ۱۵ سپتامبر ۱۹۶۵) بازیگر برزیلی است. او در ریو دو ژانیرو در خانواده بازیگران فرناندو تورس و فرناندا مونته‌نگرو به دنیا آمد. وی همچنین برنده جوایزی همچون جایزه بهترین بازیگر زن جشنواره فیلم کن در سال ۱۹۸۶ شده است.
تورس به‌خاطر اجرای تحسین‌شده‌اش در نقش یونیس پایوا در فیلم درام هنوز اینجا هستم (۲۰۲۴) نخستین بازیگر برزیلی، آمریکای لاتین و پرتغالی‌زبان بود که برنده جایزه گلدن گلوب بهترین بازیگر زن – فیلم درام شد. او همچنین نامزد جایزه اسکار بهترین بازیگر زن شد و دومین بازیگر برزیلی پس از مادرش است که در این بخش نامزد شده است.
به‌عنوان نویسنده، نخستین رمان او، The End، بیش از ۲۰۰٫۰۰۰ نسخه در برزیل فروش داشت، به ۷ زبان دیگر ترجمه و به مینی‌سریال اقتباس شد.

## زندگی شخصی
تورس تبار پرتغالی و ایتالیایی دارد. او با تهیه‌کننده و کارگردان فیلم آندروشا وادینگتون ازدواج کرده است. این زوج دو پسر دارند. او همچنین نامادری دو فرزند از ازدواج نخست وادینگتون است.